# 亨丽埃塔·雷
亨丽埃塔·艾玛·拉特克利夫·雷（Henrietta Emma Ratcliffe Rae，1856年12月30日－1928年1月26日）是英国维多利亚晚期的画家，擅长古典、寓言和文学题材。她最著名的作品是《提灯女士》（1891年 The Lady with the Lamp），描绘了弗洛伦斯·南丁格尔在斯库塔利的场景。

## 生平
1856年12月30日，亨丽埃塔·雷于出生在英国伦敦哈默史密斯，她的父亲托马斯·伯比·雷（Thomas Burbey Rae）是一名公务员，母亲安·伊丽莎·雷（Ann Eliza Rae，娘家姓格雷夫斯）曾是音乐家费利克斯·门德尔松学生。亨丽埃塔·雷有三个兄弟和三个姐妹。
雷在13岁时开始正式学习艺术，先后在女王广场艺术学校（Queen Square School of Art）、赫瑟利艺术学校（Heatherley’s School of Art，作为该校首位女学生）和大英博物馆学习。据称雷曾至少五次向皇家艺术学院提出申请，最终获得了七年的奖学金。在那里，她的老师包括劳伦斯·阿尔玛·塔德玛（Sir Lawrence Alma-Tadema），他对雷后来的作品影响最为深远，此外还有弗兰克·迪克西（Frank Dicksee）和威廉·鲍威尔·弗里斯（William Powell Frith）。

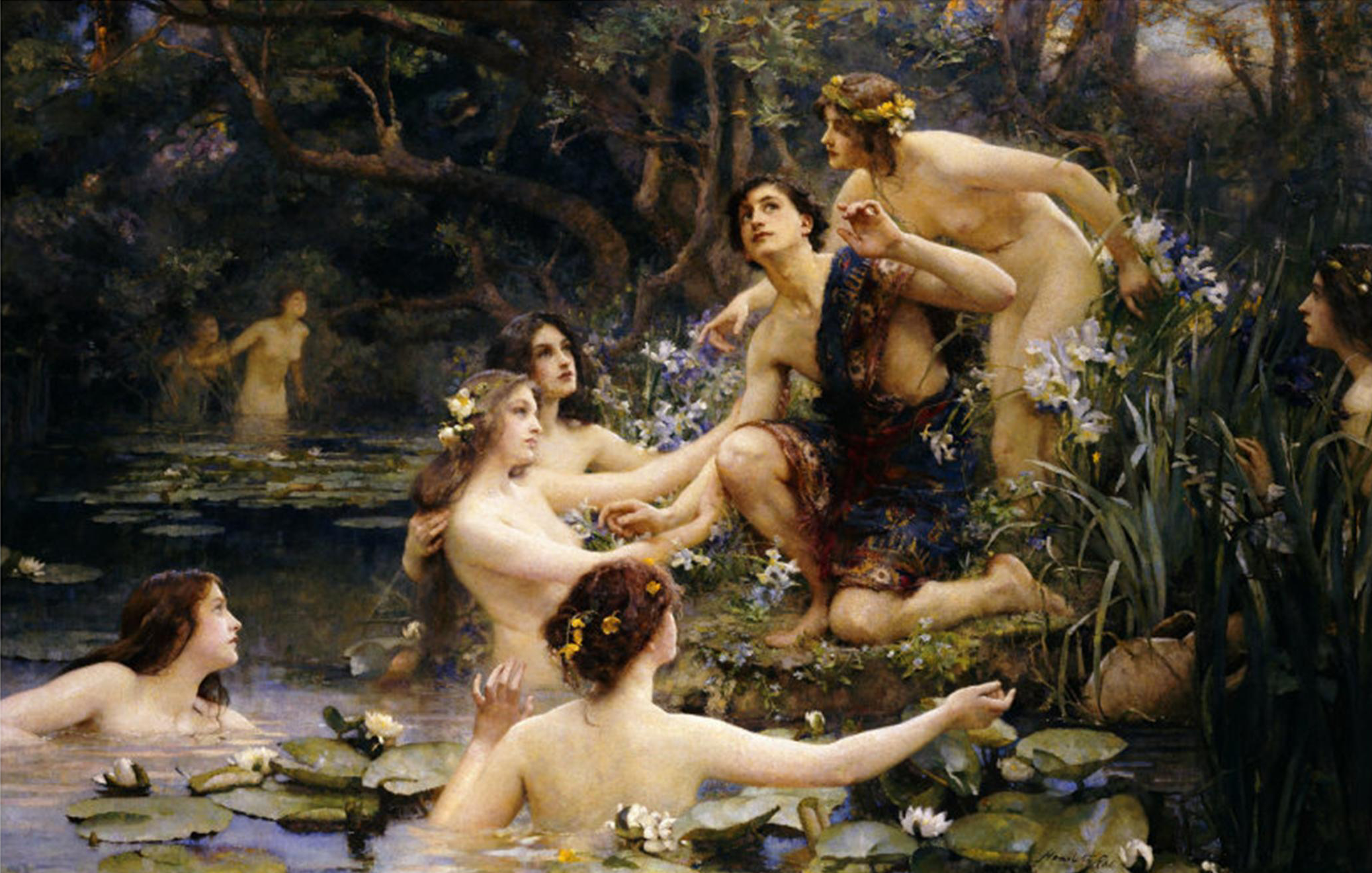
《海拉斯与水仙女》是雷的代表作

1884年，雷与画家同时也是她皇家艺术学院的同学欧内斯特·诺曼德（Ernest Normand）结婚，但她保持了未婚姓，这在当时被认为是不寻常的，此时她已经开始建立自己的艺术声誉，并自1881年以来频繁参加皇家艺术学院的年度展览。雷和诺曼德住在荷兰公园，这里是许多艺术家的住所。 经常来访雷的住所的有英国画家弗雷德里克·莱顿（Frederic Leighton）、约翰·艾佛雷特·米莱斯（John Everett Millais）、瓦伦丁·卡梅伦·普林塞普（Valentine Cameron Prinsep）和乔治·弗雷德里克·沃茨（George Frederic Watts）等人。 然而，这些关注并非总是受欢迎的。在她的回忆录中，雷描述了一些资深艺术家傲慢的态度和行为。比如，普林塞普曾用拇指蘸上钴蓝颜料，涂抹在雷的一幅画作上。作为报复，雷“意外”地用炉子烧毁了他的帽子。
1890年，雷和诺曼德前往巴黎，在朱尔·约瑟夫·勒费夫尔（Jules Joseph Lefebvre）和让·约瑟夫·本杰明-康斯坦（Jean-Joseph Benjamin-Constant）指导下学习。在1893年，他们搬到了上诺伍德，住进了诺曼德父亲为他们特别建造的工作室。夫妇俩有两个孩子，一儿（1886年出生）一女（1893年出生）。
1893年，雷在美国芝加哥的芝加哥世界博览会美术宫（Palace of Fine Arts）和妇女大厦（The Woman’s Building）展出她的作品。
雷支持女权主义和女性选举权。1897年，雷为维多利亚女王的纪念展览组织了一场女性艺术家作品展。
1928年1月26日，亨丽埃塔·雷去世，享年71岁。

## 作品
亨丽埃塔·雷擅长古典、寓言和文学题材。她的《艾莱恩守护兰斯洛特之盾》（Elaine Guarding the Shield of Lancelot，1885）从丁尼生的诗《兰斯洛特与艾莱恩》（Lancelot and Elaine）中汲取灵感。在她众多古典作品中，《欧律狄刻沉入哈德斯》（Eurydice Sinking Back to Hades，1886）获得了1889年巴黎国际展览的荣誉奖，并在1893年芝加哥世界博览会上获奖。 她的1891年作品《南丁格尔女士在斯库塔利》（Miss Nightingale at Scutari，1854），描绘现代护理学创始人弗洛伦斯·南丁格尔，该画作曾被多次临摹，通常称之为《提灯女士》。

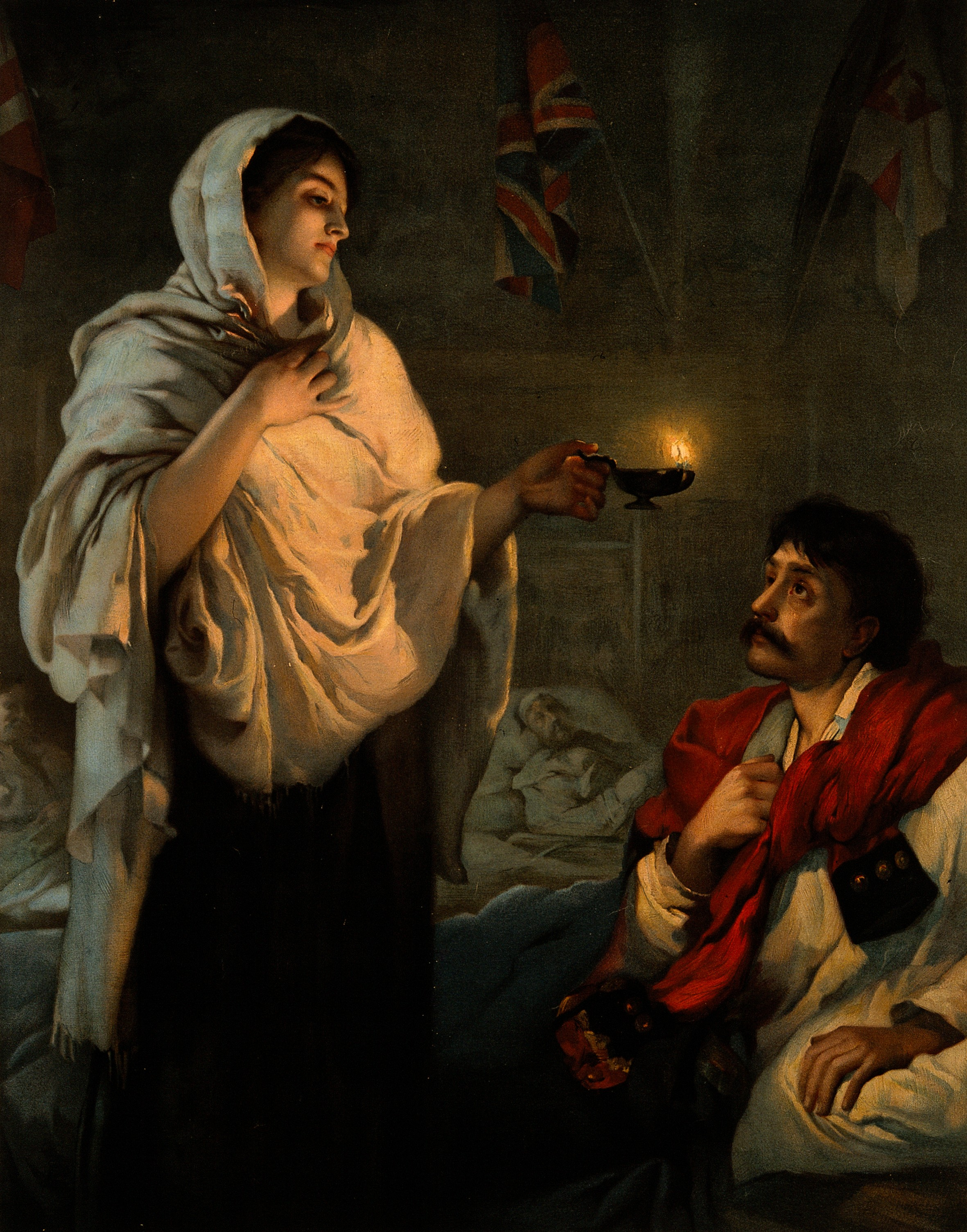
《提灯女士》（平版印刷复制品）是雷最著名绘画作品

雷的《维纳斯宝座上的心灵》（Psyche at the Throne of Venus，1894）尺寸为12×7英尺（370×210厘米），包含13个人物。 她的《理查德·惠廷顿爵士施舍》（Sir Richard Whittington Dispensing His Charities，1900）描绘了理查德·惠廷顿爵士，理查德·惠廷顿是一位中世纪商人，曾四次担任伦敦市长。雷还绘画了许多社会名流，包括1901年的达弗林侯爵（Lord Dufferin）。
亨丽埃塔·雷的作品包括：
- 《爱情的青春梦想》（Love's Young Dream），1883

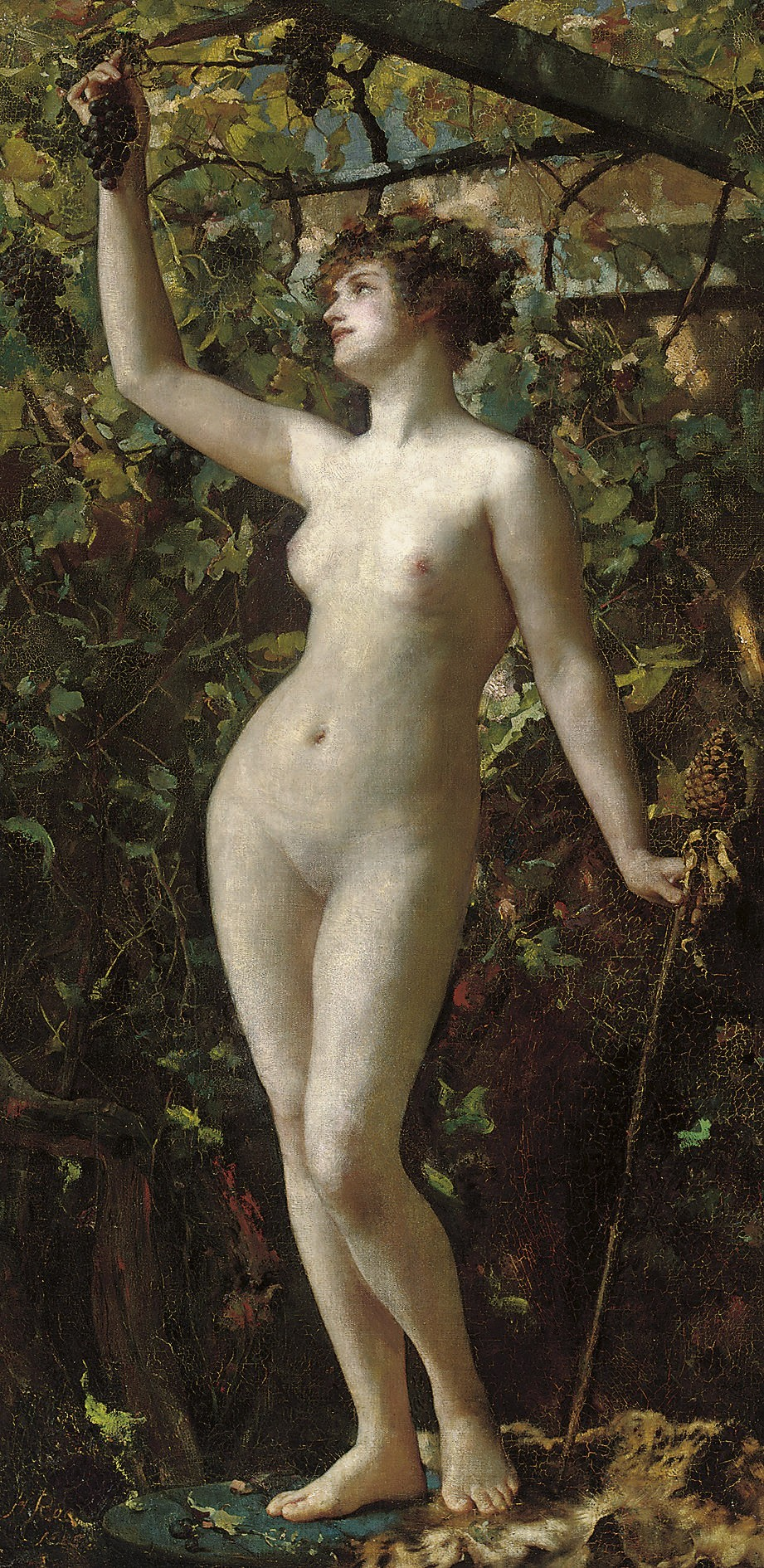
《Elaine Guarding the Shield of Lancelot》，1885
- 《阿里阿德涅》（Ariadne，1885）
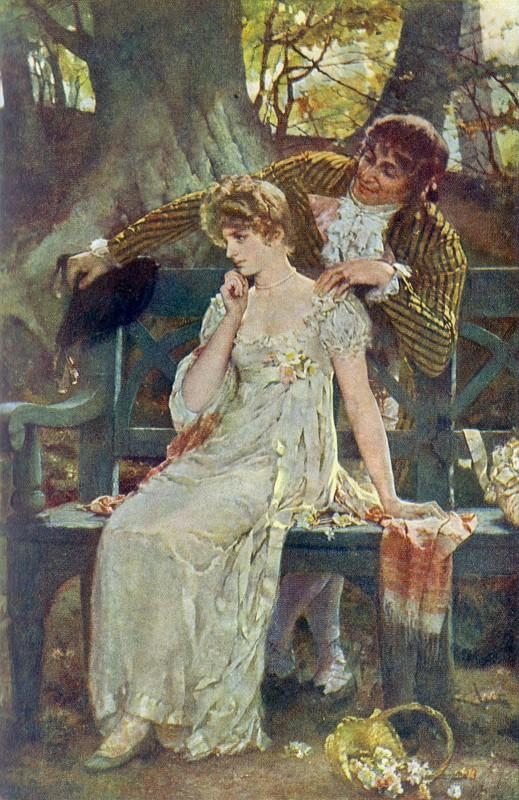
《欧律狄克沉入冥界Eurydice Sinking Back to Hades》，1886
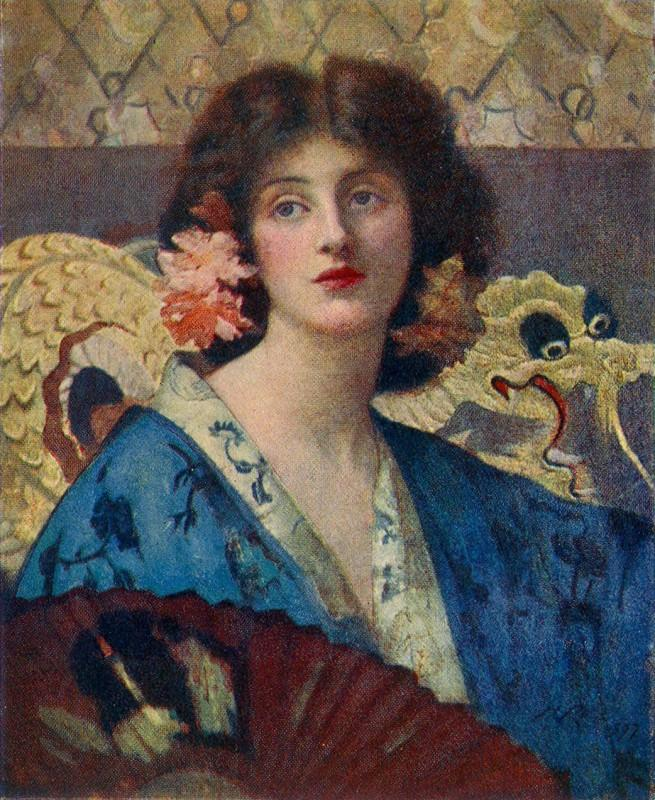
《西风与弗洛拉》（Zephyrus and Flora，1888）
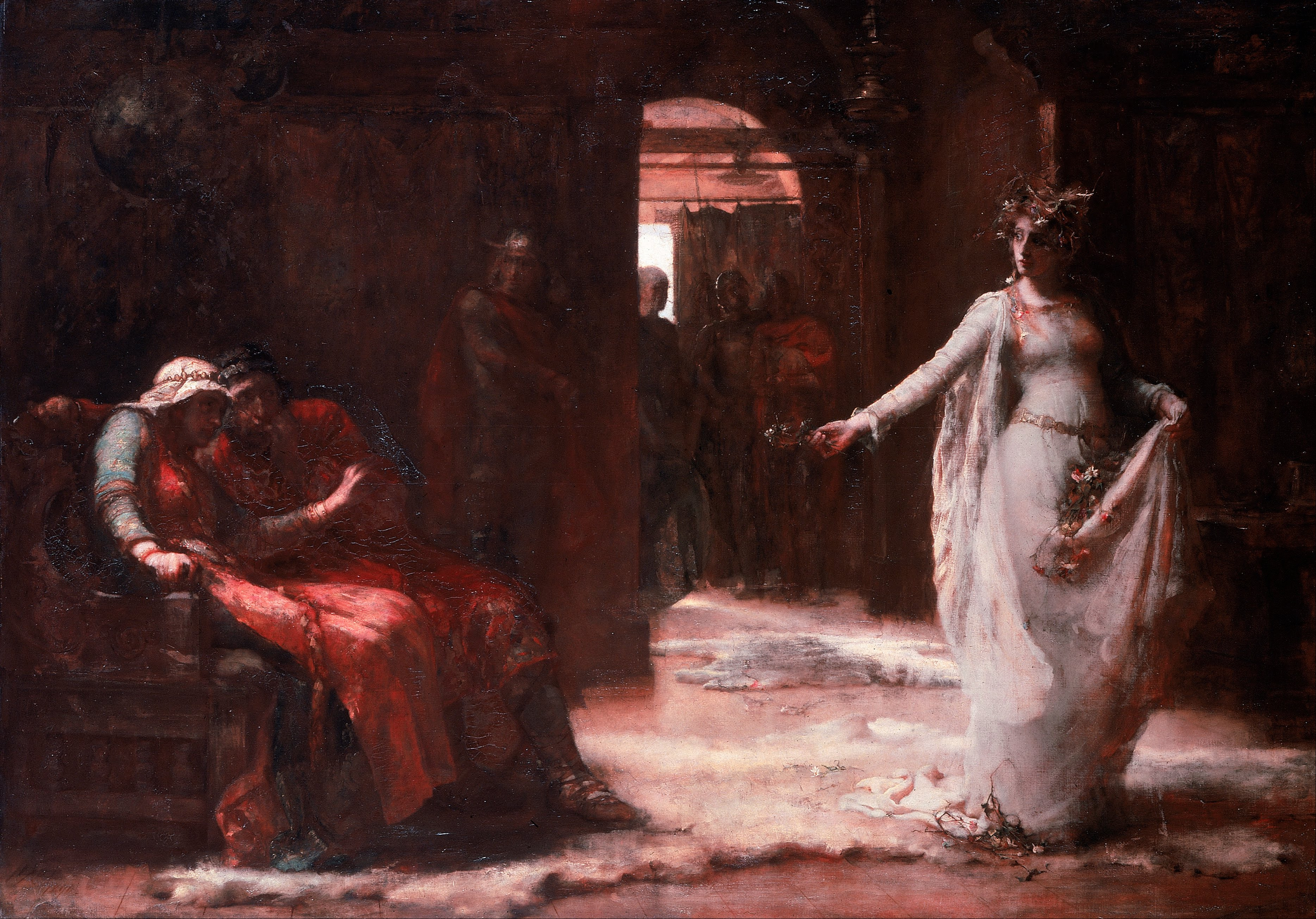
《南丁格尔女士在斯库塔里》（Miss Nightingale at Scutari，1854，1891）
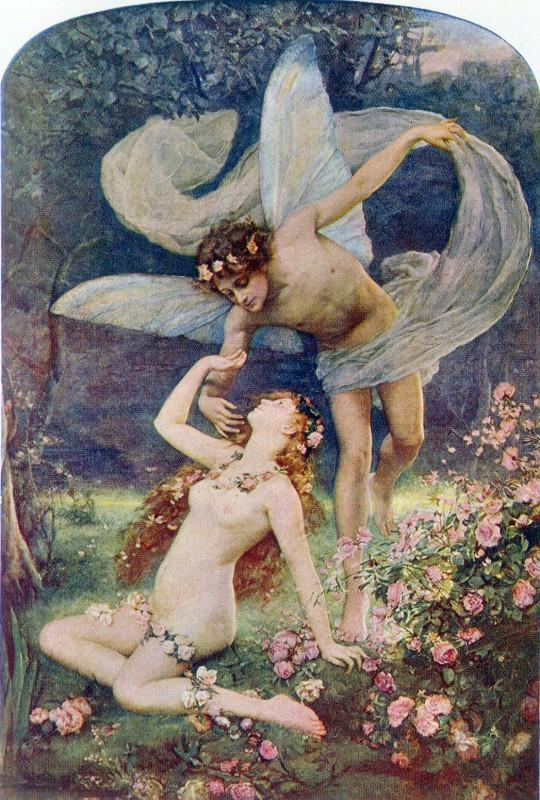
《维纳斯宝座上的心灵》（Psyche at the Throne of Venus，1894）
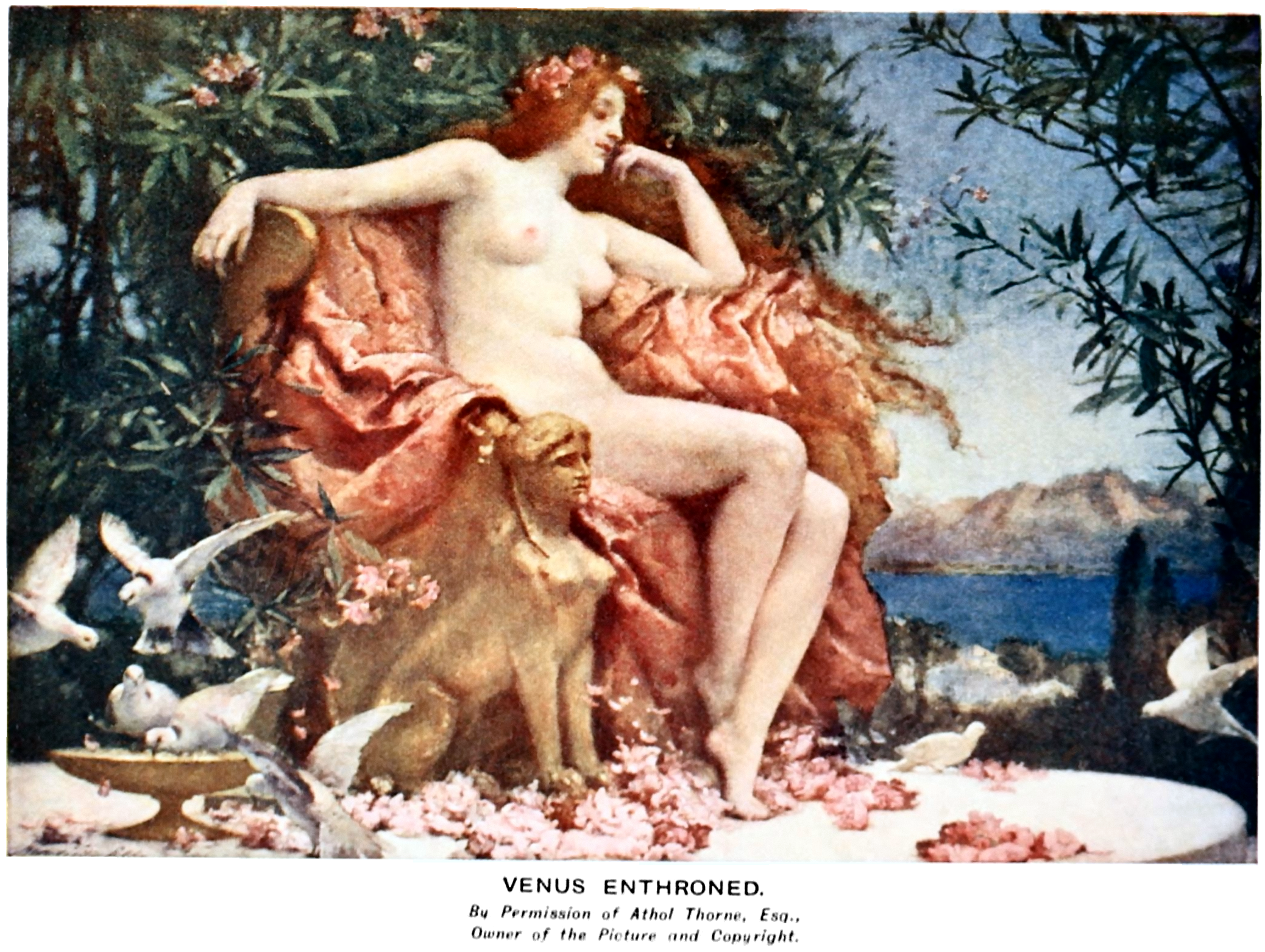
《阿波罗与达芙妮》（Apollo and Daphne，1895）
- 《狄安娜与卡利斯托》（Diana and Calisto，1899）
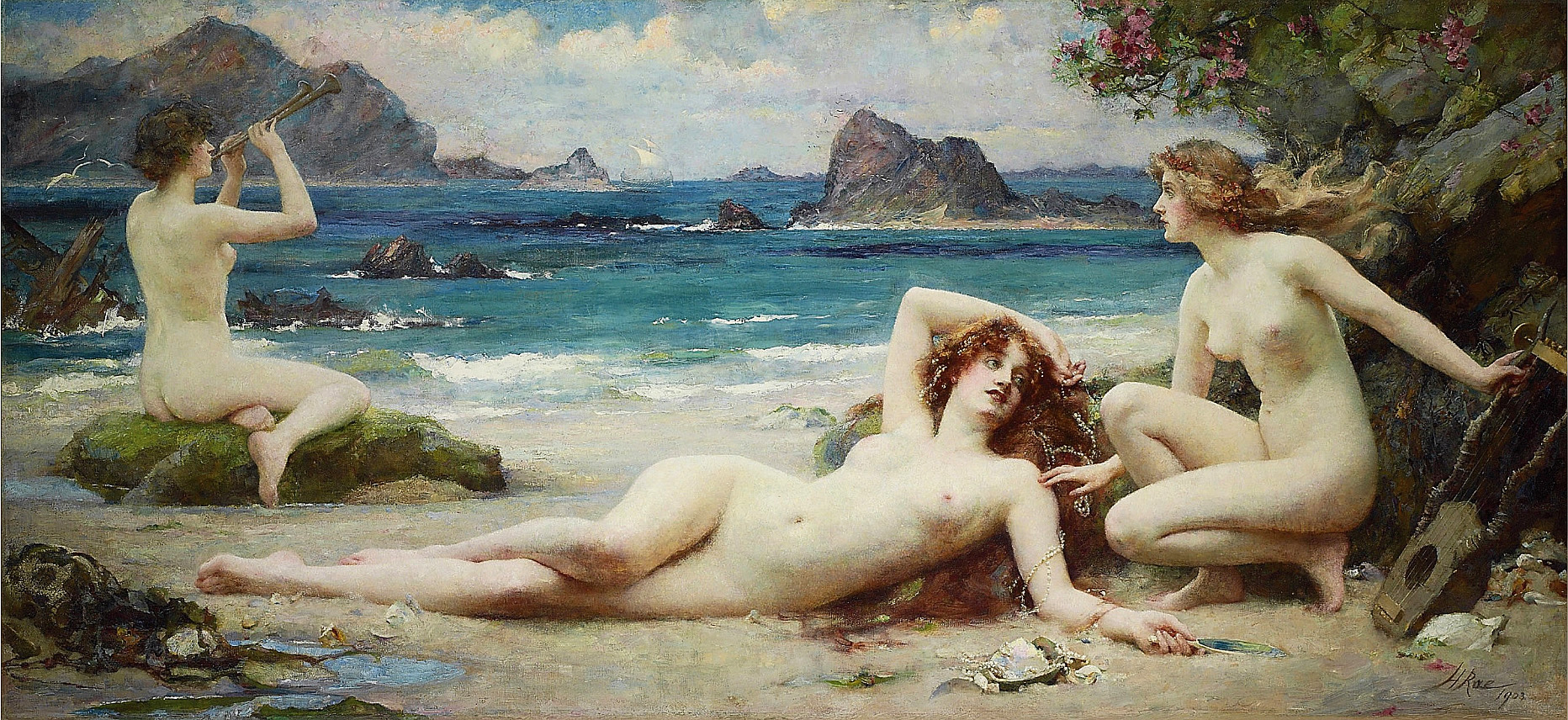
《理查德·惠廷顿爵士的施舍》（Sir Richard Whittington Dispensing His Charities，1900，伦敦皇家交易所壁画）
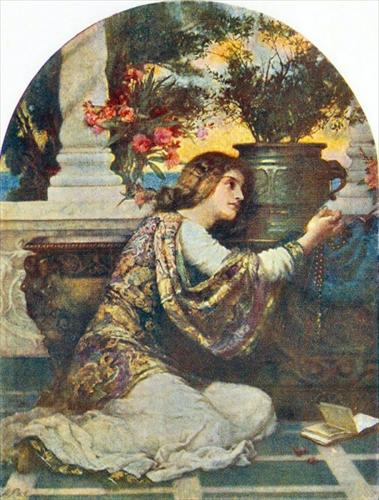
《达弗林侯爵与阿瓦》（The Marquess of Dufferin and Ava，1901）
- 《海拉斯与水仙女》（Hylas and the Water Nymphs，1910）
- 《约翰·霍纳（1858-1919）》（John Horner 1858-1919，1913；藏于贝尔法斯特的阿尔斯特博物馆）[12]  - 酒神节的女子 （A Bacchante ）1885
  - Doubts (1886)
  - Azaleas (1895)
  - Ophelia (1890)
  - Zephyrus Wooing Flora (c. 1900)
  - Venus Enthroned (1902)
  - The Sirens (1903)
  - Isabella (1905)

## 拓展
- Henrietta Rae （页面存档备份，存于） @ Victorian Artists.
- "Into the Light" （页面存档备份，存于）, Henrietta Rae and the Academic Nude @ Eclectic Light
- 20 件作品，亨丽埃塔·雷，Art UK